# ماگنار ایساکسن
ماگنار ایساکسن (نروژی: Magnar Isaksen; ۱۳ اکتبر ۱۹۱۰ – ۸ ژوئن ۱۹۷۹) بازیکن فوتبال اهل نروژ بود.
از باشگاه‌هایی که در آن بازی کرده‌است می‌توان به باشگاه فوتبال لین اشاره کرد.
وی همچنین در تیم ملی فوتبال نروژ بازی کرده‌است.